# Gynäkologischer Stuhl

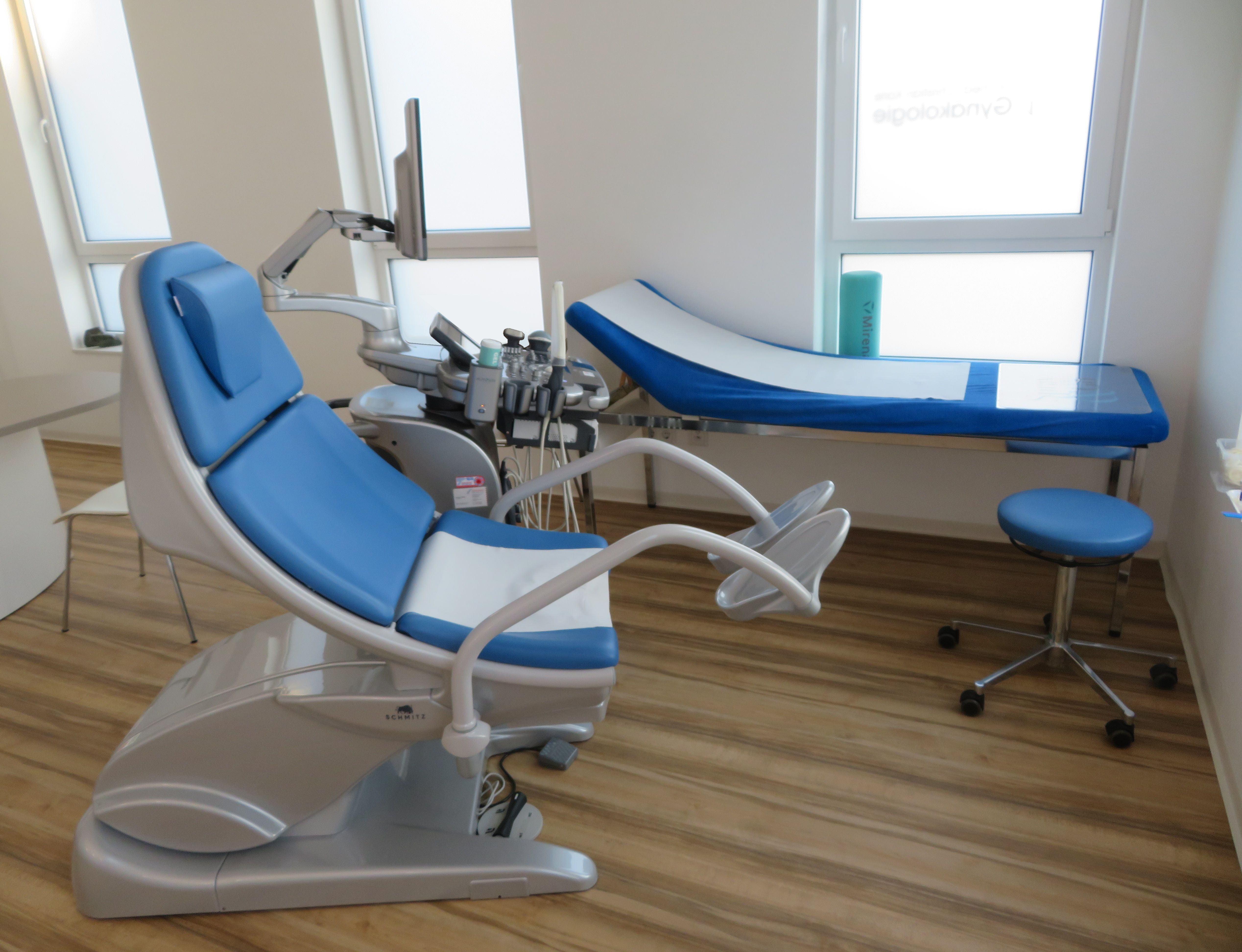
Stuhl für gynäkologische Untersuchungen, daneben ein Gerät für vaginale Sonografie mit Bildschirm, rechts eine Liege und für den Arzt ein Sitzhocker.

Der gynäkologische Stuhl (auch als Gynäkologenstuhl oder Untersuchungsstuhl bezeichnet) dient der Durchführung gynäkologischer Untersuchungen des Unterleibes. Dabei handelt es sich eigentlich um eine Liege mit mehr oder weniger stark geneigtem Rückenteil. Rechts und links der Sitzfläche sind schalenförmige Halterungen (Beinhalter oder -stützen) angebracht.
Die Patientin liegt dann in der sogenannten Steinschnittlage (SSL).
Alternativ zur Verwendung eines speziellen gynäkologischen Stuhls wurden im 19. Jahrhundert Beinhalter entwickelt, die an üblichen Tischen angebracht werden können.
Gynäkologische Stühle gibt es in vielen verschiedenen Ausführungen. Anspruchsvollere Modelle bieten u. a. die Möglichkeit, die Höhe und die Neigung der Sitzfläche und der Rückenlehne motorisch zu verstellen, um die Untersuchung zu erleichtern.